# Mesorregión de Potiguar del Este
La mesorregión del Este Potiguar es una de las cuatro mesorregiones del estado brasileño del Rio Grande do Norte y es la más importante. Es formada por la unión de 25 municipios agrupados en cuatro microrregiones.

## Microrregiones
- Litoral Nordeste
- Litoral Sur
- Macaíba
- Natal